# Josef Matocha
Josef Karel Matocha (14. května 1888 Pitín – 2. listopadu 1961 Olomouc) byl český římskokatolický teolog, duchovní, vysokoškolský pedagog, arcibiskup olomoucký a metropolita moravský.

## Život
Josef Matocha pocházel z rodiny kováře s 11 dětmi, otec Josef pocházel z rodu Matochů ze Střelné, matka Anna je rodu Chmelů z dědičného fojtství v Hostětíně.
Po roce studia na gymnáziu v Uherském Hradišti přešel na Arcibiskupské gymnázium v Kroměříži, kde roku 1908 maturoval. Jako bohoslovec a student teologické fakulty v Olomouci byl vyslán na Gregoriánskou univerzitu v Římě, kde roku 1911 získal doktorát filozofie, 15. června 1914 byl vysvěcen na kněze a v roce 1915 dosáhl hodnosti doktora teologie.
Po návratu působil v letech 1915–1919 jako kooperátor v Sobotíně u Šumperka, jako kaplan Vojenské nemocnice v Ružomberku a pak dva roky jako profesor dogmatiky a filozofie na Bohoslovecké fakultě v Nitře. Na olomoucké teologické fakultě přednášel jakožto řádný profesor v letech 1931–1939 a po okupaci v letech 1945–1948 křesťanskou filozofii a spekulativní dogmatiku a dvakrát byl děkanem fakulty. V březnu 1948 jej papež Pius XII. jmenoval arcibiskupem olomouckým. Úřad však mohl vykonávat pouze do Velikonoc v roce 1950, kdy byl nezákonně internován a izolován komunistickou státní mocí. Jeho spolupracovníci byli zatčeni a on nesměl vycházet ze své rezidence, kde s ním neustále byl zaměstnanec StB, který mu nedovolil ani číst noviny a poslouchat rozhlas. V roce 1999 mu byl in memoriam udělen Řád T. G. Masaryka I. třídy. Po jeho smrti komunisté znemožňovali znovu obsadit úřad arcibiskupa. Je pohřben na hřbitově v Pitíně. Uvažuje se o exhumaci a přenesení jeho ostatků do Olomouce.

## Biskupská genealogie
Následující tabulka obsahuje genealogický strom, který ukazuje vztah mezi svěcencem a světitelem – pro každého biskupa na seznamu je předchůdcem jeho světitel, zatímco následovníkem je biskup, kterého vysvětil. Rekonstrukcím a vyhledáním původu v rodové linii ze zabývá historiografická disciplína biskupská genealogie.
1. kardinál Scipione Rebiba
2. kardinál Giulio Antonio Santorio
3. kardinál Girolamo Bernerio, OP
4. arcibiskup Galeazzo Sanvitale
5. kardinál Ludovico Ludovisi
6. kardinál Luigi Caetani
7. kardinál Ulderico Carpegna
8. kardinál Paluzzo Paluzzi Altieri Degli Albertoni
9. papež Benedikt XIII.
10. papež Benedikt XIV.
11. papež Klement XIII.
12. kardinál Marcantonio Colonna
13. kardinál Giacinto Sigismondo Gerdil, B
14. kardinál Giulio Maria della Somaglia
15. kardinál Carlo Odescalchi, SJ
16. kardinál Costantino Patrizi Naro
17. kardinál Lucido Maria Parocchi
18. papež Pius X.
19. papež Benedikt XV.
20. papež Pius XII.
21. arcibiskup Saverio Ritter
22. arcibiskup Josef Beran
23. Josef Matocha

## Dílo
- Seznam děl v Souborném katalogu ČR, jejichž autorem nebo tématem je Josef Matocha
- Bytnost milosti posvěcující (1925)
- Osoba v dějinném vývoji a významu (1929)
- Compendium philosophiae christianae (1940)

## Galerie

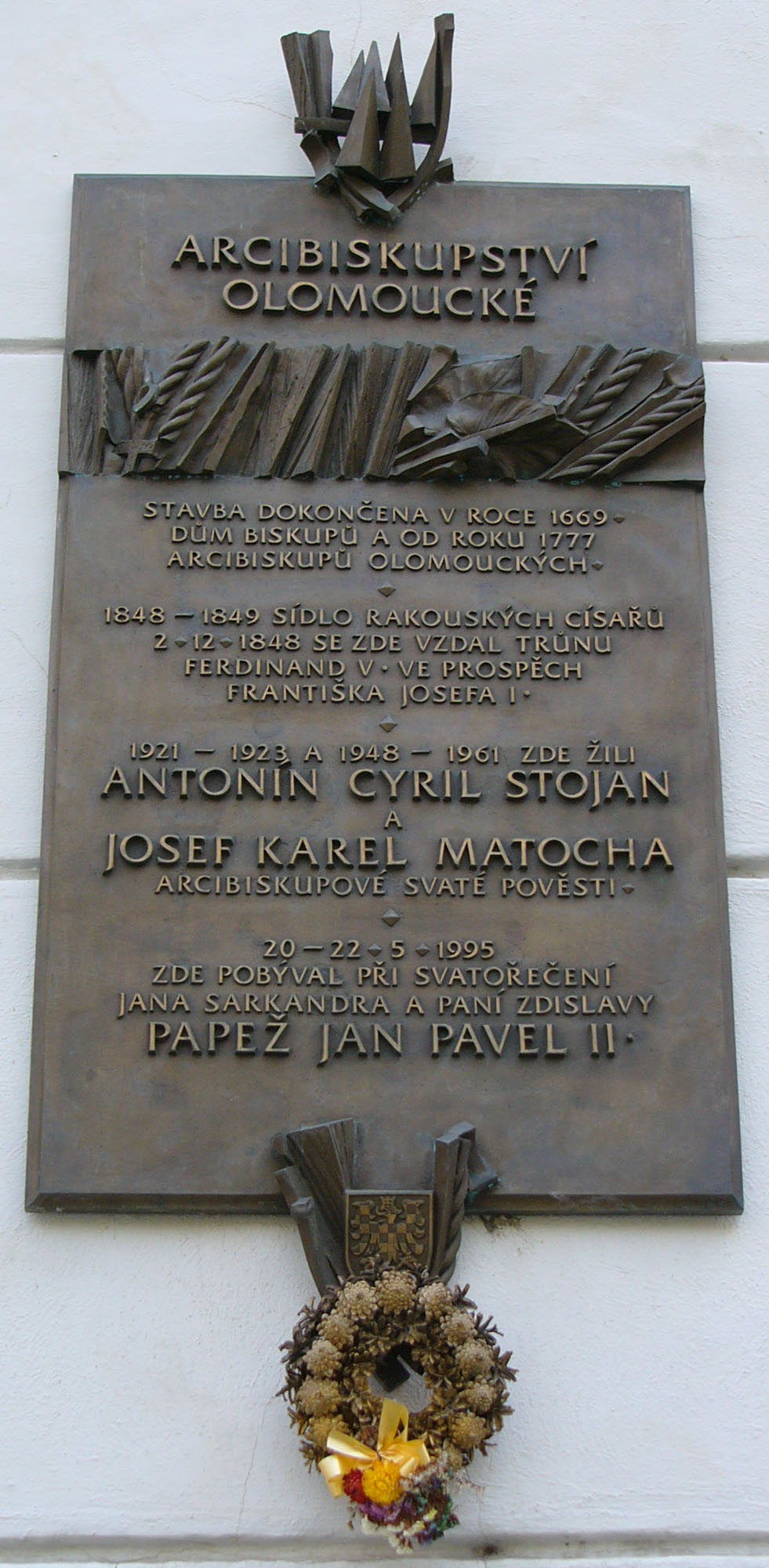
Pamětní deska od Otmara Olivy na budově olomouckého arcibiskupství věnovaná Antonínu Cyrilu Stojanovi, Josefu Karlu Matochovi a návštěvě Jana Pavla II.
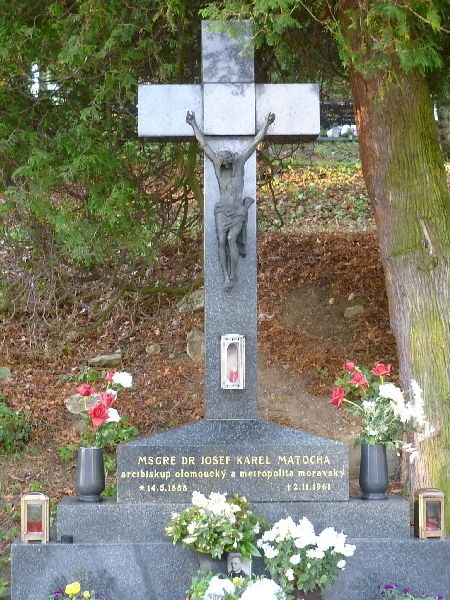
Hrob arcibiskupa Matochy na pitínském hřbitově